# Шибаев, Алексей Васильевич
Алексей Васильевич Шибаев (5 [18] февраля 1911, Перебор, Собинский район — 19 февраля 1946, Москва) — помощник командира по воздушно-стрелковой службе 622-го штурмового авиационного полка, майор, Герой Советского Союза.

## Биография
Родился 5 февраля 1911 года в деревне Перебор ныне Собинского района Владимирской области. В 1925 году окончил школу-семилетку, в 1928 году — школу ФЗУ. Работал мастером банкаброшного отдела на прядильной фабрике «Авангард», в 1931—1933 годах — токарем на заводе Центрального институт авиационного моторостроения в Москве.
В армии с августа 1933 года. До декабря 1933 года обучался в Ейской военной авиационной школе морских лётчиков. В 1934 году окончил Луганскую военную авиационную школу лётчиков. Служил в строевых частях ВВС.
Участник Великой Отечественной войны с 22 июня 1941 года в должности командира звена 89-го истребительного авиационного полка. Не успев выполнить ни одного боевого вылета, 27 июня 1941 года А. В. Шибаев был отправлен в 11-й запасной авиационный полк, где переучился на истребитель ЛаГГ-3. В августе 1941 года направлен в 5-й запасной авиационный полк, где прошёл переобучение на штурмовик Ил-2.
С 18 сентября 1941 года вновь на фронте в должности командира звена 431-го штурмового авиационного полка. Участвовал в оборонительных боях в районе Полтавы. В своём шестом боевом вылете 23 сентября 1941 года был сбит вражеским истребителем Ме-109 и получил тяжёлое ранение. До марта 1942 года находился на излечении в тыловом госпитале.
С мая 1942 года вновь на фронте в должности заместителя командира авиаэскадрильи 431-го штурмового авиационного полка. Участвовал в Харьковском сражении и Сталинградской битве. Совершил 46 боевых вылетов. 23 августа 1942 года полк был полностью обескровлен и выведен в тыл на переформирование, а А. В. Шибаев направлен в 12-й запасной авиационный полк.
С октября 1942 года — начальник воздушно-стрелковой службы 622-го штурмового авиационного полка. 4 ноября 1942 года полк прибыл на Сталинградский фронт, но из-за открывшейся раны левого предплечья А. В. Шибаев не был допущен к лётной работе. Лишь в январе 1943 года он всё же добился разрешения выполнять боевые вылеты. Воевал на Сталинградском, Южном и Северо-Кавказском фронтах, в Отдельной Приморской армии, на 4-м Украинском фронте. Участвовал в Сталинградской битве, освобождении Кубани, Тамани, Крыма и Севастополя. В мае 1943 года был назначен помощником командира полка по воздушно-стрелковой службе. С июня 1944 года воевал на 2-м Прибалтийском фронте. Участвовал в освобождении Прибалтики, блокаде и ликвидации Курляндской группировки противника. К февралю 1945 года совершил 99 боевых вылетов на штурмовике Ил-2.
За мужество и героизм, проявленные в боях, Указом Президиума Верховного Совета СССР от 18 августа 1945 года майору Шибаеву Алексею Васильевичу присвоено звание Героя Советского Союза с вручением ордена Ленина и медали «Золотая Звезда».
После войны продолжал службу в строевых частях ВВС. Умер 19 февраля 1946 года. Похоронен на Ваганьковском кладбище в Москве.

## Награды
Награждён орденом Ленина, двумя орденами Красного Знамени, двумя орденами Отечественной войны 1-й степени, медалями.

## Память
- Его именем названа улица в городе Собинка Владимирской области.
- Мемориальная доска в память о Шибаеве установлена Российским военно-историческим обществом на здании школы № 2 города Собинка, где он учился.